# Еліза Сідмор
Еліза Сідмор (1856—1928) — американська письменниця, фотографка і географка, яка стала першою жінкою-членом Національного географічного товариства. Вона неодноразово подорожувала до Японії у період між 1885 і 1928.
Еліза Сідмор народилась 14 жовтня 1856 року в Клінтоні, Айова. Вона вчилася в коледжі Оберлін. Виховати інтерес до подорожей їй допоміг брат-дипломат Джордж Хоторн Сідмор, який служив на Далекому Сході з 1884 по 1922 рік. Еліза часто супроводжувала свого брата у робочих поїздках, а його дипломатичний статус надавав доступ у регіони, недоступні для звичайних туристів.
Після повернення до Вашингтону у 1885 році Еліза загорілася ідеєю посадки японських вишневих дерев у столиці. Але цей задум не знайшов широкого відгуку. Але перша книга про враження від Аляски, видана у 1885 р. принесла Елізі Скідмор успіх. Вона увійшла до складу Національного географічного товариства США в 1890 році, невдовзі після його заснування і стала постійним кореспондентом.
Результатом її подальших мандрівок на схід стала книга про Японію, опублікована у 1891 році. Її супроводжував короткий путівник, Із заходу на Далекий Схід (1892). Після подорожей на острів Ява вона написала книгу в Ява-Східний сад (1897), а після візитів до Китаю та Індії опублікувала кілька статей у журналі National Geographic Magazine  і дві книжки, Китай, довгоживуча Імперія (1900) та Зима в Індії (1903).
Перебування в Японії під час російсько-японської війни стало основою сюжету єдиної відомої художньої книги Скідмор — Гаазькі ордени (1907). У романі описано свідчення дружини російського в'язня, яка приєднується до чоловіка у в'язничній лікарні Мацуями.
Ідея Елізи Скідмор щодо посадки сакур почала приносити плоди, коли нею зацікавилась і підтримала перша леді Хелен Тафт. Завдяки їх зусиллям жителі Вашингтона по сьогоднішній день мають змогу насолоджуватись цвітінням цих дерев у парках, особливо під час національного фестивалю цвітіння сакур.
На підтримку природоохоронного руху у США Скідмор написала листа до редакції журналу Century у вересні 1893 р. під заголовком «Наші нові національні лісові резерви», в якому йшлося про значення збереження лісу як суспільного блага.
Еліза Скідмор померла в Женеві у 72 роки. Її могила знаходиться на іноземному цвинтарі у Йокогамі, Японія поруч із могилами матері та брата.